# VUV-Strahlung

Vakuumultraviolett besitzt eine höhere Energie als 5 eV und gehört damit zur hochenergetischen, ionisierenden Strahlung. Daher sollte die Exposition mit Vakuum-UV zum Strahlenschutz auf ein Minimum reduziert werden.

VUV-Strahlung steht für Vakuumultraviolettstrahlung oder vakuumultraviolette Strahlung und bezeichnet den Spektralbereich elektromagnetischer Strahlung, der in seinem langwelligen Bereich an das sogenannte Nahe-UV grenzt. Er verdankt seinen Namen der Tatsache, dass die Strahlung vom Sauerstoff in der Luft absorbiert wird und somit eines Vakuums bedarf, um sich auszubreiten. Der Spektralbereich ist nicht genau definiert, da widersprüchliche Definitionen existieren z. B. 10–200 nm oder 100–200 nm. Das kurzwellige Ende des VUV-Spektralbereichs grenzt je nach Definition an den Bereich der EUV-Strahlung, oder an die weiche Röntgenstrahlung.
Spektren im VUV-Strahlungsbereich wurden von Viktor Schumann im Jahr 1893 erstmals aufgenommen; dazu entwickelte er eigene Messgeräte, die unter Vakuum, mit Prismen und Linsen aus Fluorit sowie einer speziellen Fotoemulsion, bei der die lichtempfindlichen Silberbromid-Kristalle an der Oberseite der Gelatine-Schicht angereichert waren, arbeiteten. Mit seinen Vakuumspektrographen konnte Schumann erstmals Strahlung mit Wellenlängen unter 185 nm bis minimal 120 nm messen.